# Credencial para votar
En México,  la credencial para votar o credencial de elector, conocida coloquialmente como INE (antes llamado IFE), es un documento oficial expedido por el Instituto Nacional Electoral que permite a los ciudadanos mexicanos mayores de edad participar en las elecciones locales y federales, además de ser el documento más aceptado  como identificación oficial para todos los actos civiles, administrativos, mercantiles, laborales, judiciales y en general, para todos los actos en que, por ley, la persona deba identificarse.

## Trámite
La credencial para votar es tramitada por mexicanos mayores de 18 años de edad que tengan la Nacionalidad mexicana ya sea por nacimiento o por naturalización. Una vez cumplidos los términos que establece la ley, el trámite se hace en el módulo del INE más cercano al domicilio del interesado presentando alguno de los siguientes documentos:

#### Documentos para solicitar la Credencial
- Documento de nacionalidad
  - Acta de Nacimiento.
  - Carta de naturalización.
- Identificación con fotografía
  - Pasaporte mexicano.
  - Cédula profesional.
  - Licencia de conducir.
  - Cartilla del Servicio Militar Nacional.
  - Credencial de servicio público.
  - Documentos de escuelas públicas o privadas.
  - Credenciales de derechohabientes.
  - Credenciales de identificación laboral.
- Comprobante de domicilio

## Información mostrada en la credencial para votar
La credencial para votar contiene la siguiente información:
- Nombre completo
- Sexo
- Domicilio (Actualmente, la aparición del domicilio en el anverso es a voluntad del solicitante: De recibir un SÍ, la persona que atiende en la ventanilla añadirá el domicilio de este en el frente del plástico. De recibir un NO, la impresión se hará sin el domicilio, para mayor comodidad de quien solicita)
- CURP
- Clave de elector
- Año de registro
- Fecha de nacimiento
- Sección electoral
- Vigencia
- Fotografía
- Firma

## Elementos de seguridad

### Anverso
En el anverso, la credencial cuenta con los siguientes elementos de seguridad:
Tinta UV
Los colores de tintas ultravioleta son perceptibles con luz negra, contiene impresos datos fijos (INE, MÉXICO), imágenes y datos variables del ciudadano.
Patrón debilitado
El diseño del fondo de seguridad se integra con el borde de la fotografía, da la apariencia de fusionar esta imagen con el resto del diseño de la credencial.
Diseños "Guilloche"
Todas las credenciales tienen un patrón de figuras formadas con líneas finas que generalmente son difíciles de imitar con impresoras o fotocopiadoras, en caso del intentarlo se obtienen puntos y no líneas.
Microtexto
Contienen la leyenda: INSTITUTO NACIONAL ELECTORAL, que no es legible a simple vista.
Impresión Arcoíris
Tienen impresos patrones de líneas con dos o más colores de tinta simultáneos que forma imágenes representativas de cada región del país con efecto de un arcoíris.
Elemento Táctil
Al tocar con las yemas de los dedos, se perciben las siglas del INE y la boleta electoral entrando a la urna.
Fotografía Fantasma con datos variables
La fotografía fantasma se fortalece como elemento de seguridad al aplicar un software que crea la imagen a partir de datos del ciudadano con un patrón variable, lo que la hace única y difícil de reproducir.
Tinta OVI
Tinta de impresión especializada que cambia de color en función del ángulo de la luz con que se observe. En la Credencial para Votar se puede observar el cambio de color del mapa de la República Mexicana que se encuentra en la parte inferior derecha, así como de la franja izquierda que se ubica junto a la fotografía del ciudadano.
Diseño en Relieve
Todas las credenciales tienen líneas con diseños especiales que simulan un efecto de relieve. Este efecto es muy difícil de reproducir con escáner o fotografías digitales. En el reverso de las credenciales se puede apreciar una imagen formada con los nombres de todas las entidades del país.
Elemento Ópticamente Variable (OVD)
El dispositivo cambia de color, dependiendo del ángulo de la luz con que se observe, las imágenes que se aprecian son. el logotipo del INE, la urna con la boleta electoral, el escudo de México y un efecto bandera.

### Reverso
En el reverso, la credencial cuenta con los siguientes elementos de seguridad:
Tinta UV
En el reverso, todas las credenciales tienen impresa la fotografía del ciudadano con tinta que reacciona a la luz ultravioleta o luz negra.
Microtexto
En el contorno donde se ubican los recuadros para marcar el voto, se encuentra un microtexto que no es legible a simple vista. Diseño en relieve Credencial de Elector.
Diseño en Relieve
Todas las credenciales tienen líneas con diseños especiales que simulan un efecto de relieve difícil de reproducir con escáner o fotografías digitales. En las credenciales se observa una imagen con los nombres de las entidades del país.
Impresión Arcoíris
Tienen impresos patrones de líneas con dos o más colores simultáneos de tinta que simulan el efecto de un arcoíris.
Código QR
Este elemento puede ser escaneado por un teléfono “inteligente” y dirige a una página de servicios que ofrece el INE para el ciudadano, donde puede acceder a programar una cita, ubicar el módulo que le corresponde, verificar la vigencia de su Credencial.
Códigos Bidimensionales QR
Estos elementos puede ser escaneados por una aplicación exclusiva del INE que es más ágil y fácil para optimizar la verificación de la Credencial para Votar, además, la forma en la que están generados los datos en los códigos QR permiten garantizar que fueron emitidos por el INE, previniendo el uso de Credenciales falsas o alteradas.
Tinta OVI
Las credenciales se imprimen con una tinta especial que genera el cambio de color de forma variable en función del ángulo de observación o de iluminación, en la credencial se observa este efecto en el logotipo del INE ubicado en la parte superior derecha.

## Historia de la Credencial para Votar

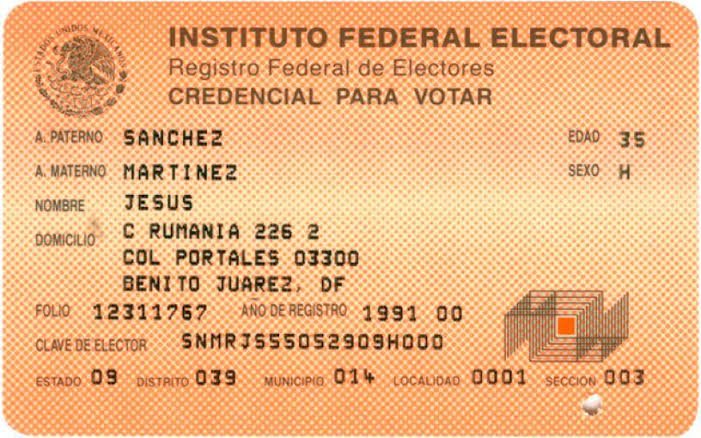
Una Credencial Naranja del año 1992.

Tras la creación del Instituto Federal Electoral (IFE) en 1990, se promovió la creación de una identificación para que los mexicanos ejercieran sus derechos políticos electorales. La primera credencial para votar denominada Credencial Naranja en referencia a su color.

### Primera credencial para votar con fotografía
En 1992 el IFE creó la primera credencial para votar con fotografía; esto implementado como una medida más de seguridad para evitar usos indebidos como robo de identidad.

### Reforma IFE-INE 2014
Tras la reforma político electoral del Instituto Federal Electoral (IFE) a Instituto Nacional Electoral (INE) en 2014, la credencial no sufrió tantos cambios ya que solo se le actualizó el logotipo y el nombre de la institución.

### Credencial para votar 2020
Luego de que la credencial para votar fuese falsificada y vendida a migrantes de Honduras y Guatemala, el INE actualizo los datos de las credenciales para votar, inscribió los datos de los ciudadanos en códigos QR y creó una aplicación para la verificación ante el padrón electoral.